# Patrick Roest
Patrick Roest (n. 7 decembrie 1995, Lekkerkerk⁠(d), Krimpenerwaard⁠(d), Olanda de Sud, Țările de Jos) este un patinator de viteză ce a reprezentat Țările de Jos, medaliat olimpic. A participat la o ediție a Jocurilor Olimpice (2022) în care a câștigat două medalii de argint.